# فرانك بارنز (لاعب كرة قاعدة)
فرانك بارنز (بالإنجليزية: Frank Barnes)‏ هو لاعب كرة قاعدة أمريكي، ولد في 26 أغسطس 1926 في Longwood (Natchez, Mississippi) ‏ في الولايات المتحدة، وتوفي في 19 أكتوبر 2014 في غرينفيل في الولايات المتحدة.

## وصلات خارجية
- فرانك بارنز على موقعبيزبول رفرنس.كوم (الدوري الرئيسي) (الإنجليزية)
- فرانك بارنز على موقعبيزبول رفرنس.كوم (الدوري الثانوي) (الإنجليزية)
- فرانك بارنز على موقع مشجعي الرسوم البيانية (الإنجليزية)